# Erik Lynch
Erik Lynch (9 giugno 1994) è un combinatista nordico statunitense.

## Biografia
Attivo dal dicembre del 2009, Erik Lynch ha esordito in Coppa del Mondo il 25 marzo 2023 a Lahti in un'individuale Gundersen dal trampolino lungo (47º) e ai Campionati mondiali a Trondheim 2025, dove si è classificato 43º nel trampolino lungo e 8º nella gara a squadre; non ha preso parte a rassegne olimpiche.